# كيرك جاي فيتزهاغ
كيرك جاي فيتزهاغ (بالإنجليزية: Kirk J. Fitzhugh)‏ هو أمين متحف أمريكي، ولد في 1924.